# Артемьев, Алексей Геннадьевич
Арте́мьев Алексе́й Генна́дьевич (род. 10 февраля 1973, Московская область), — сотрудник Управления «C» Центра специального назначения ФСБ России. Герой Российской Федерации, полковник.

## Биография
Родился 10 февраля 1973 года в городе Долгопрудный Московской области.
В 1990 году окончил Московское Суворовское военное училище, в 1994 году с золотой медалью — Московское высшее пограничное командное ордена Октябрьской Революции Краснознамённое училище . После окончания военного училища служил в Управления «А» («Альфа») Главного управления охраны (ГУО) Российской Федерации — Центра специального назначения ФСБ России (ЦСН ФСБ России).
Боевое крещение принял в июне 1995 года лейтенантом, участвуя в операции по освобождению заложников в городе Будённовск Ставропольского края, в ходе которой был ранен в голову, но сумел выбраться из-под огня. За участие в данной операции был удостоен своего первого ордена — Мужества.
С 1998 года — сотрудник Управления «С» ЦСН ФСБ России. Участвовал в ряде контртеррористических операций на Северном Кавказе, за что неоднократно награждался орденами и медалями.
Указом Президента Российской Федерации («закрытым») в 2012 году за мужество и героизм, проявленные при исполнении воинского долга в условиях, сопряжённых с риском для жизни, полковнику Артемьеву Алексею Геннадьевичу присвоено звание Героя Российской Федерации с вручением знака особого отличия — медали «Золотая Звезда».
В настоящее время А. Г. Артемьев — в запасе. С 2012 года работает в ПАО "НК «Роснефть», с декабря 2019 года — вице-президент компании по кадровым и социальным вопросам.
С ноября 2020 года — генеральный директор ООО «РН-Северо-Запад» в Санкт-Петербурге.
Полковник.

## Награды
- Герой Российской Федерации;
- Орден За заслуги перед Отечеством 4 степени с мечами;
- 2 ордена Мужества (в том числе 1995);
- Медаль ордена «За заслуги перед Отечеством» 2-й степени;
- 2 Медали «За отвагу».